# Estação Anderson Mesa
Mapa das imediações do Observatório Lowell
A Estação Anderson Mesa é um  observatório astronômico estadunidense fundado em 1960 pelo Observatório Lowell diante da necessidade de um local de observação com baixa poluição luminosa.  A estação localiza-se em Anderson Mesa, dentro da Floresta Nacional de Coconino no Condado de Coconino, Arizona, a cerca de 16 km a sudeste Flagstaff. Essa área foi escolhida porque os responsáveis pelo projeto esperavam que ela não fosse se desenvolver, o que poderia levar ao aumento da poluição luminosa no local. Um outro motivo da escolha pela localização foi a acessibilidade da região, na qual se pode chegar através das estradas de Flagstaff. A estação está em operação continua desde sua fundação e já chegou a abrigar o astrógrafo A. Lawrence Lowell através do qual Clyde Tombaugh descobriu Plutão.